# 연밥갈매나무
연밥갈매나무(Rhamnus shozyoensis)는 갈매나무과의 잎 지는 떨기나무이다.
한국에서는 평안북도 창성의 개울둑에 난다. 가지 끝이 대개 가시로 변한다. 잎은 마주나며 타원상 도란형이거나 타원형으로 끝이 뾰족하다. 표면은 짙은 녹색으로 흔히 털이 없고, 뒷면은 회록색이며 가장자리에 물결 모양의 잔 톱니가 있다. 꽃은 암수딴그루로 짧은 가지의 끝이나 긴가지 밑의 잎겨드랑이에 1-2송이씩 달린다. 열매는 핵과로 둥근 모양이며 검은색으로 익고, 털씨는 1-2개이다.